# Анализатор (состава и свойств веществ)
Анализатор (состава и свойств веществ) — прибор для определения физико-химических свойств, состава и структуры твердых, жидких и газообразных веществ. Для количественного анализа анализатор устанавливает в пробе количество определенных химических элементов, элементов, структур и т.д. При качественном анализе анализатор определяет наличие их в пробе путем идентификации. К  таким приборам применяться общий термин — средства измерений и контроля.:136
Анализаторы состава и свойств веществ идентифицируют качественный состав, измеряют количественный состав веществ и некоторые свойства (плотность, вязкость и другие), характеризующие состав и свойства веществ. Также может определяться микро- и макроструктура, строение веществ.
Анализаторы подразделяются на лабораторные и промышленные.:264 Автоматические анализаторы используются для противопожарной и противовзрывной защиты технологических процессов.:3
Значение анализаторов состава и свойств веществ возросло в 1940-х годах, когда в управлении производственными процессами начался сдвиг от контроля косвенных критериев (температура, давление и др.) к прямому контролю качественных признаков веществ (состав, свойства, структура).

## Первичные преобразователи
Анализаторы отличаются от других типов приборов наличием аналитического блока, в котором возникает первичный сигнал. Для получение сигнала используются физические и физико-химические явления, возникающие при взаимодействии анализируемого вещества с энергией или вспомогательными веществами. Большинство приборов для измерения состава жидкостей и газов измеряет не состав, а какое-либо свойство вещества. Концентратомер может получать результат измеряя электропроводность, газоанализатор — теплопроводность и т.д. В основе таких устройств лежит предположение о однозначной зависимости между указываемой и фактически измеряемой величиной. Но эта однозначность условна и границы условности, как правило, четко не определены.

## Средства контроля
Многие прикладные и крайне важные направления деятельности связаны с определением величин (свойств), не относящихся к классическим физическим величинам.:31
Индикаторы (определители, сигнализаторы) выдают сигналы о качественном составе анализируемого вещества (например, о наличии или отсутствии какого-либо компонента).:264 В законодательстве России и ЕАЭС к измерениям относится только определение количественного значения величины. Для определения качественных величин возможно использовать термин "оценивание":72, "идентификация":50, "измерительный контроль":136. Качественное оценивание производится с использованием неметрических шкал наименований и порядка.:72 Идентификация объектов относится к разделу математической метрологии.:81
Различные шкалы оценки вредности и опасности (пожарной, биологической, радиационной и т.д.) являются шкалами порядка:128 или наименований. Ранг пожароопасности определяется температурой, скоростью ее изменения, задымленностью и уровнем содержания в воздухе угарного газа.:138

## Уровень автоматизации
Анализатор может действовать непрерывно или периодически. Пробы отбираться могут также непрерывно или периодически, вручную или автоматически. Автоматические анализаторы обычно являются стационарными устройствами, они могут служить в качестве элементов автоматических систем. Полуавтоматические анализаторы требуют либо ручной подачи пробы, либо дополнительной обработки результатов анализа. Индикаторы являются разновидностью полуавтоматического анализатора и, как правило, требуют ручного обслуживания.:11

## Приборы для анализа состава газов и паров
Лабораторные методы контроля при применении их на предприятиях недостаточно оперативны, время развития аварийной ситуации во многих химических производствах измеряется секундами или долями секунды. Для экспрессных методов определения применяются индикаторы. Лабораторные и экспрессные методы не позволяют осуществлять автоматический и непрерывный контроль.:7
В конце XIX века газовый анализ перестал быть только лабораторным. В 1897 году в Швеции появился первый автоматический газоанализатор. В СССР интенсивное развитие автоматического газового анализа началось в конце 1940-х годов, к началу 1970-х в СССР эксплуатировалось около 1 млн. автоматических газоанализаторов. До 1960-х годов в СССР газоанализаторы не относились к средствам измерений. В остальном мире в этот же период велись работы по разработке методов поверки для газоанализаторов.:402
Газоанализаторы являются измерительными приборами, которые предназначены для определения количественного или качественного состава смеси.:21
Газосигнализаторы осуществляют только сигнализацию достижения заранее установленного значения концентрации анализируемого компонента. Может быть установлено несколько значений концентрации, при которых выдается сигнал.:21
Газоиндикаторы обнаруживают анализируемый компонент при достижении концентрации, равной порогу чувствительности прибора.:22
Газовый пожарный извещатель реагирует на газы, выделяющиеся при тлении или горении материалов. Прибор выдает сигнал при минимальной концентрации газа, равной его чувствительности.
В качестве чувствительных элементов или измерительных преобразователей используются газовые детекторы.

## Приборы для измерения плотности
Измерение плотности имеет важное прикладное значение. Плотномеры применяются в пищевой, нефтехимической и других отраслях.:386

## Приборы для измерения влажности
Гигрометрами измеряют влажность газов.:410
Влагомерами измеряют влажность зерна и зернопродуктов. Влажность зерна влияет на вес, потребительские свойства, режимы хранения и переработки.:413
Влагомеры для нефти используются при добыче, транспортировке, хранении, переработке.:419